# HMAS Snipe (M1102)
El HMAS Snipe (M1102) fue un dragaminas clase Ton perteneciente a la Armada Real Australiana que originalmente sirvió en la Marina Real británica como HMS Alcaston.
Construido por John I. Thornycroft & Company entre 1952 y 1953, el HMS Alcaston comandó el 104th Minesweeper Squadron de la Marina Real. En 1961, Australia compró un lote de seis dragaminas clase Ton. Además del Alcaston, la compra incluyó a los Chediston, Jackton, Singleton, Somerleyton y Swanston. Todos formaban parte del 16th Mine Countermeasures Squadron.
En 1963, participó de un operación de buscaminas en un canal que da acceso al Tonolei Harbour, Bougainville. En dicho canal, aviones estadounidenses habían lanzado minas en 1943.
Entre 1967 y 1970, el Snipe —al igual que el Curlew— fue convertido en cazaminas.
Fue desguazado en 1988.